# Superliga Brasileira de Voleibol Masculino de 2018-19 - Série A
A Superliga Brasileira de Voleibol Masculino de  2018-19- Série A por questões de patrocínio Superliga Cimed foi a 25ª edição da Superliga Brasileira de Voleibol Masculino - Série A, competição que é realizada anualmente pela Confederação Brasileira de Voleibol. Nesta edição, participaram 12 equipes, incluindo duas equipes promovidas da série B de 2018 e as 10 equipes que restaram da edição anterior. A competição foi disputada entre 14 de outubro de 2018 e 11 de maio de 2019.

## Formato de disputa
A fase classificatória da competição foi disputada por doze equipes em dois turnos. Em cada turno, todos os times jogaram entre si uma única vez. Os jogos do segundo turno foram realizados na mesma ordem do primeiro, apenas com o mando de quadra invertido. Os oito primeiros colocados se classificaram para os play-offs. Nesta fase, a vitória por 3-0 ou 3-1 garante três pontos para o ganhador e nenhum ponto para o perdedor. Já com o placar de 3-2, o ganhador da partida leva dois pontos e o perdedor um. As duas últimas colocadas serão rebaixadas para a Série B 2020.
Os play-offs serão divididos em três fases - quartas-de-final, semi-finais e final.
Nas quartas-de-final haverá o cruzamento entre as equipes com os melhores índices técnicos seguindo a lógica: 1ª x 8ª (A); 2ª x 7ª (B); 3ª x 6ª (C) e 4ª x 5ª (D). Estas jogarão partidas em melhor de 3 (jogos), sendo um mando de quadra para cada e o jogo de desempate, quando houver, no ginásio da equipe com o melhor índice técnico da fase classificatória.
As semifinais serão disputadas pelas equipes que passarem das quartas-de-final, seguindo a lógica: vencedora do duelo A x vencedora do duelo D; vencedora do duelo B x vencedora do duelo C. Estas jogarão agora, partidas em melhor de 5 (jogos), sendo dois mandos de quadra para cada e o jogo de desempate, quando houver, no ginásio da equipe com o melhor índice técnico da fase classificatória.
As equipes vencedoras se classificarão para a final, que será disputada também em uma série melhor de 5 (jogos), o mando de quadra segue no mesmo sistema das semifinais, dois mandos para cada e o jogo de desempate, caso haja necessidade, será no ginásio escolhido pelo clube melhor colocado na fase classificatória. Os dois primeiros jogos da final poderá ser na casa do clube mandante do jogo, ou seja, no ginásio de jogo de cada clube finalista utilizado na fase classificatória e na semifinal, já os três últimos jogos deverão acontecer em um ginásio com a capacidade mínima de 5.000 escolhidos pelos times mandantes. A terceira e a quarta colocações serão definidas pelo melhor índice técnico da fase classificatória.
Os sets do torneio são disputados até 25 pontos com a diferença mínima de dois pontos (com exceção do quinto set, vencido pela equipe que fizer 15 pontos com pelo menos dois de diferença). A partir deste ano não ocorrerão mais as paradas técnicas no 8º e no 16º pontos da equipe que primeiro os alcançou, conforme nova determinação da FIVB.

### Equipes participantes
| Equipe                | Cidade                | Ginásio                         | Capacidade | Posição na temporada 2017/18 | Ponta Grossa Maringá 4 5 Ribeirão Preto 7 Itapetininga 6 3 1 2 São Paulo: 1: São Paulo 2: Campinas 3: Guarulhos 4: Taubaté 5: São Bernardo do Campo Rio de Janeiro Minas Gerais: 6: Contagem 7: Belo HorizonteSuperliga Brasileira de Voleibol Masculino de 2018-19 - Série A (Brasil) |
| --------------------- | --------------------- | ------------------------------- | ---------- | ---------------------------- | --- |
| Caramuru Vôlei        | Ponta Grossa          | Arena Multiuso                  | 3 000      | 9º                           | Ponta Grossa Maringá 4 5 Ribeirão Preto 7 Itapetininga 6 3 1 2 São Paulo: 1: São Paulo 2: Campinas 3: Guarulhos 4: Taubaté 5: São Bernardo do Campo Rio de Janeiro Minas Gerais: 6: Contagem 7: Belo HorizonteSuperliga Brasileira de Voleibol Masculino de 2018-19 - Série A (Brasil) |
| SESC-RJ               | Rio de Janeiro        | Tijuca Tênis Clube              | 1 000      | 3º                           | Ponta Grossa Maringá 4 5 Ribeirão Preto 7 Itapetininga 6 3 1 2 São Paulo: 1: São Paulo 2: Campinas 3: Guarulhos 4: Taubaté 5: São Bernardo do Campo Rio de Janeiro Minas Gerais: 6: Contagem 7: Belo HorizonteSuperliga Brasileira de Voleibol Masculino de 2018-19 - Série A (Brasil) |
| Maringá Vôlei         | Maringá               | Ginásio Chico Neto              | 4 538      | 11º [des¹]                   | Ponta Grossa Maringá 4 5 Ribeirão Preto 7 Itapetininga 6 3 1 2 São Paulo: 1: São Paulo 2: Campinas 3: Guarulhos 4: Taubaté 5: São Bernardo do Campo Rio de Janeiro Minas Gerais: 6: Contagem 7: Belo HorizonteSuperliga Brasileira de Voleibol Masculino de 2018-19 - Série A (Brasil) |
| Taubaté               | Taubaté               | Ginásio do Abaeté               | 3 000      | 4º                           | Ponta Grossa Maringá 4 5 Ribeirão Preto 7 Itapetininga 6 3 1 2 São Paulo: 1: São Paulo 2: Campinas 3: Guarulhos 4: Taubaté 5: São Bernardo do Campo Rio de Janeiro Minas Gerais: 6: Contagem 7: Belo HorizonteSuperliga Brasileira de Voleibol Masculino de 2018-19 - Série A (Brasil) |
| Vôlei Itapetininga    | Itapetininga          | Ginásio Ayrton Senna            | 1 000      | 2º (Série B)                 | Ponta Grossa Maringá 4 5 Ribeirão Preto 7 Itapetininga 6 3 1 2 São Paulo: 1: São Paulo 2: Campinas 3: Guarulhos 4: Taubaté 5: São Bernardo do Campo Rio de Janeiro Minas Gerais: 6: Contagem 7: Belo HorizonteSuperliga Brasileira de Voleibol Masculino de 2018-19 - Série A (Brasil) |
| Vôlei Ribeirão        | Ribeirão Preto        | Ginásio Cava do Bosque          | 1 200      | 1º (Série B)                 | Ponta Grossa Maringá 4 5 Ribeirão Preto 7 Itapetininga 6 3 1 2 São Paulo: 1: São Paulo 2: Campinas 3: Guarulhos 4: Taubaté 5: São Bernardo do Campo Rio de Janeiro Minas Gerais: 6: Contagem 7: Belo HorizonteSuperliga Brasileira de Voleibol Masculino de 2018-19 - Série A (Brasil) |
| Minas                 | Belo Horizonte        | Arena Juscelino Kubitschek      | 3 650      | 5º                           | Ponta Grossa Maringá 4 5 Ribeirão Preto 7 Itapetininga 6 3 1 2 São Paulo: 1: São Paulo 2: Campinas 3: Guarulhos 4: Taubaté 5: São Bernardo do Campo Rio de Janeiro Minas Gerais: 6: Contagem 7: Belo HorizonteSuperliga Brasileira de Voleibol Masculino de 2018-19 - Série A (Brasil) |
| Corinthians-Guarulhos | Guarulhos             | Ginásio da Ponte Grande         | 5 000      | 10º [cor]                    | Ponta Grossa Maringá 4 5 Ribeirão Preto 7 Itapetininga 6 3 1 2 São Paulo: 1: São Paulo 2: Campinas 3: Guarulhos 4: Taubaté 5: São Bernardo do Campo Rio de Janeiro Minas Gerais: 6: Contagem 7: Belo HorizonteSuperliga Brasileira de Voleibol Masculino de 2018-19 - Série A (Brasil) |
| Sada Cruzeiro         | Contagem              | Ginásio Poliesportivo do Riacho | 2 000      | 1º                           | Ponta Grossa Maringá 4 5 Ribeirão Preto 7 Itapetininga 6 3 1 2 São Paulo: 1: São Paulo 2: Campinas 3: Guarulhos 4: Taubaté 5: São Bernardo do Campo Rio de Janeiro Minas Gerais: 6: Contagem 7: Belo HorizonteSuperliga Brasileira de Voleibol Masculino de 2018-19 - Série A (Brasil) |
| São Judas Vôlei       | São Bernardo do Campo | Ginásio Adib Moysés Dib         | 3 290      | 6º                           | Ponta Grossa Maringá 4 5 Ribeirão Preto 7 Itapetininga 6 3 1 2 São Paulo: 1: São Paulo 2: Campinas 3: Guarulhos 4: Taubaté 5: São Bernardo do Campo Rio de Janeiro Minas Gerais: 6: Contagem 7: Belo HorizonteSuperliga Brasileira de Voleibol Masculino de 2018-19 - Série A (Brasil) |
| SESI-SP               | São Paulo             | Ginásio do Sesi                 | 800        | 2º                           | Ponta Grossa Maringá 4 5 Ribeirão Preto 7 Itapetininga 6 3 1 2 São Paulo: 1: São Paulo 2: Campinas 3: Guarulhos 4: Taubaté 5: São Bernardo do Campo Rio de Janeiro Minas Gerais: 6: Contagem 7: Belo HorizonteSuperliga Brasileira de Voleibol Masculino de 2018-19 - Série A (Brasil) |
| Vôlei Renata          | Campinas              | Ginásio do Taquaral             | 2 600      | 7º                           | Ponta Grossa Maringá 4 5 Ribeirão Preto 7 Itapetininga 6 3 1 2 São Paulo: 1: São Paulo 2: Campinas 3: Guarulhos 4: Taubaté 5: São Bernardo do Campo Rio de Janeiro Minas Gerais: 6: Contagem 7: Belo HorizonteSuperliga Brasileira de Voleibol Masculino de 2018-19 - Série A (Brasil) |

Notas
[cor] ^ :Montes Claros ingressa através da vaga da Corinthians/Guarulhos, que abriu uma sub-sede em Montes Claros e usa o mesmo CNPJ, já que a vaga de direito não é da prefeitura de São Bernardo do Campo e sim da Associação.
[des¹] ^ : O Copel Telecom/Maringá Vôlei chegou a ser rebaixado na temporada passada , porém com a desistência do Lebes/Gedore/Canoas, herdou a vaga na Elite.

## Fase classificatória

### Classificação
- Vitória por 3 sets a 0 ou 3 a 1: 3 pontos para o vencedor;
- Vitória por 3 sets a 2: 2 pontos para o vencedor e 1 ponto para o perdedor.
- Não comparecimento, a equipe perde 2 pontos.
- Em caso de igualdade por pontos, os seguintes critérios servem como desempate: número de vitórias, razão de sets e razão de ralis.

|  |                                            |
|  | Equipes classificadas às quartas-de-final. |
|  | Equipes rebaixadas para a Série B 2020.    |

|     |                       |     | Jogos | Jogos | Jogos | Resultados | Resultados | Resultados | Resultados | Resultados | Resultados | Sets | Sets | Sets  | Pontos | Pontos | Pontos |
| Pos | Equipe                | Pts | T     | V     | D     | 3–0        | 3–1        | 3–2        | 2–3        | 1–3        | 0–3        | V    | P    | R     | V      | P      | R      |
| --- | --------------------- | --- | ----- | ----- | ----- | ---------- | ---------- | ---------- | ---------- | ---------- | ---------- | ---- | ---- | ----- | ------ | ------ | ------ |
| 1   | SESI-SP               | 56  | 22    | 20    | 2     | 12         | 4          | 4          | 0          | 1          | 1          | 61   | 18   | 3.389 | 1924   | 1680   | 1.145  |
| 2   | Sada Cruzeiro         | 54  | 22    | 19    | 3     | 10         | 5          | 4          | 1          | 0          | 2          | 59   | 22   | 2.682 | 1912   | 1699   | 1.125  |
| 3   | Taubaté               | 47  | 22    | 17    | 5     | 10         | 3          | 4          | 0          | 3          | 2          | 54   | 26   | 2.077 | 1863   | 1693   | 1.100  |
| 4   | SESC-RJ               | 39  | 22    | 13    | 9     | 5          | 5          | 3          | 3          | 6          | 0          | 51   | 38   | 1.342 | 2033   | 1949   | 1.043  |
| 5   | Minas                 | 39  | 22    | 13    | 9     | 3          | 8          | 2          | 2          | 5          | 2          | 48   | 39   | 1.231 | 1983   | 1924   | 1.031  |
| 6   | Vôlei Renata          | 37  | 22    | 12    | 10    | 7          | 3          | 2          | 3          | 3          | 4          | 45   | 37   | 1.216 | 1896   | 1838   | 1.032  |
| 7   | Maringá Vôlei         | 32  | 22    | 10    | 12    | 4          | 6          | 0          | 2          | 4          | 6          | 38   | 42   | 0.905 | 1763   | 1855   | 0.950  |
| 8   | Vôlei Itapetininga    | 32  | 22    | 10    | 12    | 1          | 8          | 1          | 3          | 3          | 6          | 39   | 46   | 0.848 | 1909   | 1917   | 0.996  |
| 9   | Corinthians-Guarulhos | 20  | 22    | 6     | 16    | 3          | 1          | 2          | 4          | 5          | 7          | 31   | 53   | 0.585 | 1738   | 1918   | 0.906  |
| 10  | Vôlei Ribeirão        | 19  | 22    | 6     | 16    | 1          | 2          | 3          | 4          | 4          | 8          | 30   | 56   | 0.536 | 1868   | 2005   | 0.932  |
| 11  | Caramuru Vôlei        | 15  | 22    | 5     | 17    | 1          | 1          | 3          | 3          | 6          | 8          | 27   | 58   | 0.466 | 1798   | 1957   | 0.919  |
| 12  | São Judas Vôlei       | 6   | 22    | 1     | 21    | 0          | 0          | 1          | 4          | 6          | 11         | 17   | 65   | 0.262 | 1698   | 1950   | 0.871  |

## Confrontos[6]

### Turno
- Local: Os times que estão ao lado esquerdo da tabela jogam em casa.

#### 1ª Rodada
| Data   | Hora  |                       | Placar |                  | Set 1 | Set 2 | Set 3 | Set 4 | Set 5 | Total   | Relatório |
| ------ | ----- | --------------------- | ------ | ---------------- | ----- | ----- | ----- | ----- | ----- | ------- | --------- |
| 26 out | 20:00 | Vôlei Itapetininga    | 0–3    | ' Sada Cruzeiro' | 23–25 | 17–25 | 24–26 |       |       | 64–76   | 64–76     |
| 26 out | 21:00 | Vôlei Ribeirão        | 2–3    | ' SESI-SP'       | 26–24 | 25–15 | 17–25 | 20–25 | 12–15 | 100–104 | 100–104   |
| 27 out | 18:00 | Maringá Vôlei         | 1–3    | ' SESC-RJ'       | 21–25 | 21–25 | 25–20 | 14–25 |       | 81–95   | 81–95     |
| 27 out | 18:00 | 'Vôlei Renata'        | 3–0    | São Judas Vôlei  | 25–15 | 25–21 | 25–22 |       |       | 75–58   | 75–58     |
| 27 out | 18:00 | Corinthians-Guarulhos | 1–3    | ' Minas'         | 25–22 | 17–25 | 25–27 | 13–25 |       | 80–99   | 80–99     |
| 27 out | 20:00 | Caramuru Vôlei        | 0–3    | ' Taubaté'       | 16–25 | 19–25 | 20–25 |       |       | 55–75   | 55–75     |

#### 2ª Rodada
| Data   | Hora  |                    | Placar |                       | Set 1 | Set 2 | Set 3 | Set 4 | Set 5 | Total   | Relatório |
| ------ | ----- | ------------------ | ------ | --------------------- | ----- | ----- | ----- | ----- | ----- | ------- | --------- |
| 01 nov | 20:00 | 'Taubaté'          | 3–0    | Corinthians-Guarulhos | 25–22 | 25–15 | 25–19 |       |       | 75–56   | 75–56     |
| 01 nov | 20:00 | 'SESI-SP'          | 3–0    | Maringá Vôlei         | 25–21 | 25–19 | 25–18 |       |       | 75–58   | 75–58     |
| 03 nov | 18:00 | Vôlei Itapetininga | 2–3    | ' São Judas Vôlei'    | 23–25 | 25–23 | 18–25 | 27–25 | 10–15 | 103–113 | 103–113   |
| 03 nov | 19:00 | 'SESC-RJ'          | 3–0    | Caramuru Vôlei        | 25–20 | 25–19 | 25–23 |       |       | 75–62   | 75–62     |
| 03 nov | 19:00 | 'Sada Cruzeiro'    | 3–0    | Vôlei Ribeirão        | 25–20 | 29–27 | 25–17 |       |       | 79–64   | 79–64     |
| 03 nov | 19:30 | 'Minas'            | 3–1    | Vôlei Renata          | 17–25 | 26–24 | 25–23 | 25–21 |       | 93–93   | 93–93     |

#### 3ª Rodada
| Data   | Hora  |                       | Placar |                       | Set 1 | Set 2 | Set 3 | Set 4 | Set 5 | Total   | Relatório |
| ------ | ----- | --------------------- | ------ | --------------------- | ----- | ----- | ----- | ----- | ----- | ------- | --------- |
| 09 nov | 20:00 | 'Sada Cruzeiro'       | 3–2    | Maringá Vôlei         | 25–19 | 21–25 | 19–25 | 25–18 | 15–10 | 105–97  | 105–97    |
| 09 nov | 21:30 | Corinthians-Guarulhos | 0–3    | ' SESC-RJ'            | 20–25 | 17–25 | 18–25 |       |       | 55–75   | 55–75     |
| 10 nov | 11:00 | São Judas Vôlei       | 1–3    | ' Minas'              | 25–22 | 23–25 | 22–25 | 15–25 |       | 85–97   | 85–97     |
| 10 nov | 17:00 | Vôlei Ribeirão        | 0–3    | ' Vôlei Itapetininga' | 18–25 | 22–25 | 19–25 |       |       | 59–75   | 59–75     |
| 10 nov | 18:00 | 'Vôlei Renata'        | 3–0    | Taubaté               | 25–16 | 26–24 | 25–20 |       |       | 76–60   | 76–60     |
| 10 nov | 20:00 | Caramuru Vôlei        | 2–3    | ' SESI-SP'            | 25–27 | 25–22 | 26–28 | 25–22 | 18–20 | 119–119 | 119–119   |

#### 4ª Rodada
| Data   | Hora  |                      | Placar |                       | Set 1 | Set 2 | Set 3 | Set 4 | Set 5 | Total | Relatório |
| ------ | ----- | -------------------- | ------ | --------------------- | ----- | ----- | ----- | ----- | ----- | ----- | --------- |
| 16 nov | 20:00 | 'Sada Cruzeiro'      | 3–0    | Caramuru Vôlei        | 25–20 | 25–18 | 25–20 |       |       | 75–58 | 75–58     |
| 17 nov | 17:00 | Vôlei Ribeirão       | 0–3    | ' Maringá Vôlei'      | 24–26 | 24–26 | 23–25 |       |       | 71–77 | 71–77     |
| 17 nov | 18:00 | 'Vôlei Itapetininga' | 3–1    | Minas                 | 25–21 | 20–25 | 25–20 | 25–16 |       | 95–82 | 95–82     |
| 17 nov | 18:30 | 'Taubaté'            | 3–0    | São Judas Vôlei       | 25–18 | 25–22 | 25–16 |       |       | 75–56 | 75–56     |
| 17 nov | 19:00 | 'SESC-RJ'            | 3–1    | Vôlei Renata          | 21–25 | 26–24 | 25–18 | 25–17 |       | 97–84 | 97–84     |
| 17 nov | 21:30 | 'SESI-SP'            | 3–0    | Corinthians-Guarulhos | 25–19 | 25–15 | 25–18 |       |       | 75–52 | 75–52     |

#### 5ª Rodada
| Data   | Hora  |                       | Placar |                    | Set 1 | Set 2 | Set 3 | Set 4 | Set 5 | Total | Relatório |
| ------ | ----- | --------------------- | ------ | ------------------ | ----- | ----- | ----- | ----- | ----- | ----- | --------- |
| 07 nov | 20:00 | Corinthians-Guarulhos | 0–3    | ' Sada Cruzeiro'   | 19–25 | 16–25 | 15–25 |       |       | 50–75 | 50–75     |
| 21 nov | 19:00 | 'Maringá Vôlei'       | 3–1    | Vôlei Itapetininga | 19–25 | 25–19 | 25–22 | 25–15 |       | 94–81 | 94–81     |
| 21 nov | 19:30 | Minas                 | 1–3    | ' Taubaté'         | 22–25 | 25–17 | 18–25 | 19–25 |       | 84–92 | 84–92     |
| 21 nov | 20:00 | São Judas Vôlei       | 0–3    | ' SESC-RJ'         | 21–25 | 16–25 | 20–25 |       |       | 57–75 | 57–75     |
| 21 nov | 20:30 | Caramuru Vôlei        | 0–3    | Vôlei Ribeirão     | 20–25 | 19–25 | 20–25 |       |       | 59–75 | 59–75     |
| 22 nov | 19:00 | 'SESI-SP'             | 3–1    | Vôlei Renata       | 18–25 | 15–25 | 25–21 | 23–25 |       | 81–96 | 81–96     |

#### 6ª Rodada
| Data   | Hora  |                      | Placar |                       | Set 1 | Set 2 | Set 3 | Set 4 | Set 5 | Total   | Relatório |
| ------ | ----- | -------------------- | ------ | --------------------- | ----- | ----- | ----- | ----- | ----- | ------- | --------- |
| 24 out | 19:30 | 'Vôlei Renata'       | 3–0    | Sada Cruzeiro         | 25–20 | 25–18 | 25–21 |       |       | 75–59   | 75–59     |
| 24 nov | 17:00 | 'Vôlei Ribeirão'     | 3–2    | Corinthians-Guarulhos | 25–21 | 25–23 | 21–25 | 17–25 | 15–11 | 103–105 | 103–105   |
| 19 dez | 18:00 | 'Vôlei Itapetininga' | 3–1    | Taubaté               | 22–25 | 25–21 | 25–21 | 25-19 |       | 97–67   | 97–86     |
| 24 nov | 18:00 | 'SESI-SP'            | 3–0    | São Judas Vôlei       | 25–21 | 25–17 | 25–17 |       |       | 75–55   | 75–55     |
| 24 nov | 18:00 | 'Maringá Vôlei'      | 3–1    | Caramuru Vôlei        | 21–25 | 25–20 | 25–21 | 25–22 |       | 96–88   | 96–88     |
| 24 nov | 21:30 | 'SESC-RJ'            | 3–1    | Minas                 | 16–25 | 25–19 | 25–23 | 25–22 |       | 91–89   | 91–89     |

#### 7ª Rodada
| Data   | Hora  |                         | Placar |                       | Set 1 | Set 2 | Set 3 | Set 4 | Set 5 | Total  | Relatório |
| ------ | ----- | ----------------------- | ------ | --------------------- | ----- | ----- | ----- | ----- | ----- | ------ | --------- |
| 30 nov | 19:00 | Caramuru Vôlei          | 1–3    | ' Vôlei Itapetininga' | 21–25 | 18–25 | 25–23 | 22-25 |       | 86–73  | 86–98     |
| 01 dez | 18:00 | 'Corinthians-Guarulhos' | 3–0    | Maringá Vôlei         | 25–20 | 25–22 | 26–24 |       |       | 76–66  | 76–66     |
| 01 dez | 18:00 | 'Vôlei Renata'          | 3–2    | Vôlei Ribeirão        | 37–35 | 25–18 | 27–29 | 24-26 | 15-9  | 128–82 | 128–117   |
| 01 dez | 16:00 | Minas                   | 0–3    | ' SESI-SP'            | 30–32 | 22–25 | 17–25 |       |       | 69–82  | 69–82     |
| 01 dez | 20:00 | 'Taubaté'               | 3–2    | SESC-RJ               | 25–19 | 15–25 | 25–23 | 23-25 | 15-10 | 103–67 | 103–102   |
| 20 dez | 19:00 | São Judas Vôlei         | 0–3    | ' Sada Cruzeiro'      | 24–26 | 28–30 | 18–25 |       |       | 70–81  | 70–81     |

#### 8ª Rodada
| Data   | Hora  |                    | Placar |                          | Set 1 | Set 2 | Set 3 | Set 4 | Set 5 | Total  | Relatório |
| ------ | ----- | ------------------ | ------ | ------------------------ | ----- | ----- | ----- | ----- | ----- | ------ | --------- |
| 08 dez | 17:00 | 'Vôlei Ribeirão'   | 3–2    | São Judas Vôlei          | 19–25 | 25–23 | 22–25 | 25-18 | 15-12 | 106–73 | 106–103   |
| 08 dez | 17:00 | Caramuru Vôlei     | 2–3    | ' Corinthians-Guarulhos' | 31–33 | 25–16 | 25–22 | 18-25 | 9-15  | 108–71 | 108–111   |
| 08 dez | 17:30 | SESI-SP            | 1–3    | ' Taubaté'               | 23–25 | 25–23 | 26–28 | 25-27 |       | 99–76  | 99–103    |
| 08 dez | 18:00 | 'Maringá Vôlei'    | 3–0    | Vôlei Renata             | 25–23 | 25–22 | 25–22 |       |       | 75–67  | 75–67     |
| 08 dez | 18:00 | Vôlei Itapetininga | 1–3    | ' SESC-RJ'               | 19–25 | 18–25 | 26–24 | 18-25 |       | 81–74  | 81–99     |
| 08 dez | 20:30 | Minas              | 2–3    | ' Sada Cruzeiro'         | 22–25 | 25–23 | 18–25 | 25-23 | 13-15 | 103–73 | 103–111   |

#### 9ª Rodada
| Data   | Hora  |                       | Placar |                       | Set 1 | Set 2 | Set 3 | Set 4 | Set 5 | Total  | Relatório |
| ------ | ----- | --------------------- | ------ | --------------------- | ----- | ----- | ----- | ----- | ----- | ------ | --------- |
| 12 dez | 19:30 | 'Minas'               | 3–2    | Vôlei Ribeirão        | 22–25 | 19–25 | 25–13 | 25-23 | 15-5  | 106–63 | 106–91    |
| 12 dez | 19:30 | 'SESC-RJ'             | 3–0    | SESI-SP               | 31–29 | 25–22 | 25–23 |       |       | 81–74  | 81–74     |
| 12 dez | 20:00 | Corinthians-Guarulhos | 2–3    | ' Vôlei Itapetininga' | 22–25 | 22–25 | 25–23 | 25-22 | 11-15 | 105–73 | 105–110   |
| 12 dez | 20:00 | 'Vôlei Renata'        | 3–0    | Caramuru Vôlei        | 25–21 | 25–21 | 25–15 |       |       | 75–57  | 75–57     |
| 12 dez | 20:00 | São Judas Vôlei       | 0–3    | ' Maringá Vôlei'      | 23–25 | 18–25 | 22–25 |       |       | 63–75  | 63–75     |
| 12 dez | 20:00 | Taubaté               | 0–3    | ' Sada Cruzeiro'      | 16–25 | 23–25 | 24–26 |       |       | 63–76  | 63–76     |

#### 10ª Rodada
| Data   | Hora  |                         | Placar |                 | Set 1 | Set 2 | Set 3 | Set 4 | Set 5 | Total | Relatório |
| ------ | ----- | ----------------------- | ------ | --------------- | ----- | ----- | ----- | ----- | ----- | ----- | --------- |
| 15 dez | 17:30 | 'Corinthians-Guarulhos' | 3–0    | Vôlei Renata    | 25–14 | 25–23 | 25–19 |       |       | 75–56 | 75–56     |
| 15 dez | 18:00 | Vôlei Itapetininga      | 0–3    | ' SESI-SP'      | 21–25 | 21–25 | 23–25 |       |       | 65–75 | 65–75     |
| 15 dez | 19:30 | 'Sada Cruzeiro'         | 3–1    | SESC-RJ         | 23–25 | 25–22 | 25–17 | 25-20 |       | 98–64 | 98–84     |
| 15 dez | 19:45 | Maringá Vôlei           | 2–3    | ' Minas'        | 14–25 | 27–25 | 14–25 | 25-21 | 12-15 | 92–75 | 92–111    |
| 15 dez | 20:00 | 'Caramuru Vôlei'        | 3–0    | São Judas Vôlei | 25–18 | 26–24 | 25–17 |       |       | 76–59 | 76–59     |
| 17 dez | 19:00 | Vôlei Ribeirão          | 0–3    | ' Taubaté'      | 18–25 | 21–25 | 17–25 |       |       | 56–75 | 56–75     |

#### 11ª Rodada
| Data   | Hora  |                 | Placar |                          | Set 1 | Set 2 | Set 3 | Set 4 | Set 5 | Total  | Relatório |
| ------ | ----- | --------------- | ------ | ------------------------ | ----- | ----- | ----- | ----- | ----- | ------ | --------- |
| 22 dez | 11:00 | São Judas Vôlei | 2–3    | ' Corinthians-Guarulhos' | 25–18 | 25–21 | 15–25 | 21-25 | 14-16 | 100–64 | 100–105   |
| 22 dez | 16:00 | Minas           | 1–3    | ' Caramuru Vôlei'        | 18–25 | 25–21 | 22–25 | 2-25  |       | 67–71  | 85–96     |
| 22 dez | 17:00 | 'SESC-RJ'       | 3–2    | Vôlei Ribeirão           | 25–21 | 24–26 | 18–25 | 28-26 | 25-23 | 120–72 | 120–121   |
| 22 dez | 17:30 | 'Vôlei Renata'  | 3–0    | Vôlei Itapetininga       | 25–20 | 25–21 | 25–20 |       |       | 75–61  | 75–61     |
| 22 dez | 18:30 | Maringá Vôlei   | 0–3    | ' Taubaté'               | 20–25 | 21–25 | 22–25 |       |       | 63–75  | 63–75     |
| 22 dez | 21:30 | 'SESI-SP'       | 3–2    | Sada Cruzeiro            | 20–25 | 27–25 | 25–21 | 24-26 | 15-9  | 111–71 | 111–106   |

### Returno

#### 1ª Rodada
| Data   | Hora  |                 | Placar |                       | Set 1 | Set 2 | Set 3 | Set 4 | Set 5 | Total   | Relatório |
| ------ | ----- | --------------- | ------ | --------------------- | ----- | ----- | ----- | ----- | ----- | ------- | --------- |
| 11 jan | 18:00 | 'Minas'         | 3–1    | Corinthians-Guarulhos | 25–20 | 25–17 | 22–25 | 25–22 |       | 97–84   | 97–84     |
| 12 jan | 17:00 | 'Taubaté'       | 3–1    | Caramuru Vôlei        | 23–25 | 25–19 | 25–18 | 25–19 |       | 98–81   | 98–81     |
| 12 jan | 18:00 | 'SESI-SP'       | 3–0    | Vôlei Ribeirão        | 25–19 | 25–21 | 25–16 |       |       | 75–56   | 75–56     |
| 12 jan | 19:00 | SESC-RJ         | 1–3    | Maringá Vôlei         | 25–21 | 23–25 | 22–25 | 22–25 |       | 92–96   | 92–96     |
| 12 jan | 20:30 | Sada Cruzeiro   | 3–1    | Vôlei Itapetininga    | 28–30 | 30–28 | 25–19 | 25–23 |       | 108–100 | 108–100   |
| 13 jan | 18:00 | São Judas Vôlei | 1–3    | Vôlei Renata          | 18–25 | 21–25 | 25–22 | 21–25 |       | 85–97   | 85–97     |

#### 2ª Rodada
| Data   | Hora  |                       | Placar |                    | Set 1 | Set 2 | Set 3 | Set 4 | Set 5 | Total | Relatório |
| ------ | ----- | --------------------- | ------ | ------------------ | ----- | ----- | ----- | ----- | ----- | ----- | --------- |
| 19 jan | 11:00 | São Judas Vôlei       | 1–3    | Vôlei Itapetininga | 23–25 | 22–25 | 26–24 | 18-25 |       | 89–74 | 89–99     |
| 19 jan | 17:00 | Vôlei Renata          | 0–3    | Minas              | 21–25 | 19–25 | 20–25 |       |       | 60–75 | 60–75     |
| 19 jan | 17:00 | Vôlei Ribeirão        | 0–3    | Sada Cruzeiro      | 20–25 | 26–28 | 21–25 |       |       | 67–78 | 67–78     |
| 19 jan | 19:00 | Maringá Vôlei         | 1–3    | SESI-SP            | 20–25 | 25–21 | 22–25 | 20-25 |       | 87–71 | 87–96     |
| 19 jan | 20:00 | Caramuru Vôlei        | 0–3    | SESC-RJ            | 15–25 | 14–25 | 18–25 |       |       | 47–75 | 47–75     |
| 20 jan | 18:00 | Corinthians-Guarulhos | 0–3    | ' Taubaté'         | 13–25 | 20–25 | 16–25 |       |       | 49–75 | 49–75     |

#### 3ª Rodada
| Data   | Hora  |                    | Placar |                       | Set 1 | Set 2 | Set 3 | Set 4 | Set 5 | Total  | Relatório |
| ------ | ----- | ------------------ | ------ | --------------------- | ----- | ----- | ----- | ----- | ----- | ------ | --------- |
| 29 jan | 17:00 | Minas              | 3–1    | São Judas Vôlei       | 25–21 | 25–17 | 22–25 | 29-27 |       | 101–63 | 101–90    |
| 30 jan | 18:00 | SESI-SP            | 3–0    | Caramuru Vôlei        | 25–23 | 25–20 | 25–17 |       |       | 75–60  | 75–60     |
| 30 jan | 19:30 | Taubaté            | 3–0    | Vôlei Renata          | 25–17 | 25–20 | 25–20 |       |       | 75–57  | 75–57     |
| 30 jan | 20:00 | Vôlei Itapetininga | 3–1    | Vôlei Ribeirão        | 14–25 | 25–22 | 25–16 | 25-16 |       | 89–63  | 89–79     |
| 30 jan | 20:00 | SESC-RJ            | 3–2    | Corinthians-Guarulhos | 18–25 | 22–25 | 25–18 | 25-20 | 15-9  | 105–68 | 105–97    |
| 31 jan | 19:30 | Maringá Vôlei      | 0–3    | Sada Cruzeiro         | 23–25 | 18–25 | 19–25 |       |       | 60–75  | 60–75     |

#### 4ª Rodada
| Data  | Hora  |                       | Placar |                    | Set 1 | Set 2 | Set 3 | Set 4 | Set 5 | Total  | Relatório |
| ----- | ----- | --------------------- | ------ | ------------------ | ----- | ----- | ----- | ----- | ----- | ------ | --------- |
| 2 fev | 11:00 | São Judas Vôlei       | 0–3    | Taubaté            | 25–27 | 23–25 | 16–25 |       |       | 64–77  | 64–77     |
| 2 fev | 16:00 | Minas                 | 3–0    | Vôlei Itapetininga | 25–22 | 25–23 | 28–26 |       |       | 78–71  | 78–71     |
| 2 fev | 18:00 | Vôlei Renata          | 3–2    | SESC-RJ            | 28–26 | 25–21 | 23–25 | 23-25 | 15-13 | 114–72 | 114–110   |
| 2 fev | 18:00 | Corinthians-Guarulhos | 0–3    | ' SESI-SP'         | 16–25 | 20–25 | 18–25 |       |       | 54–75  | 54–75     |
| 2 fev | 18:00 | Maringá Vôlei         | 3–1    | Vôlei Ribeirão     | 29–27 | 22–25 | 25–21 | 25-23 |       | 101–73 | 101–96    |
| 2 fev | 20:00 | Caramuru Vôlei        | 0–3    | Sada Cruzeiro      | 23–25 | 20–25 | 17–25 |       |       | 60–75  | 60–75     |

#### 5ª Rodada
| Data  | Hora  |                    | Placar |                       | Set 1 | Set 2 | Set 3 | Set 4 | Set 5 | Total  | Relatório |
| ----- | ----- | ------------------ | ------ | --------------------- | ----- | ----- | ----- | ----- | ----- | ------ | --------- |
| 7 fev | 20:00 | Taubaté            | 3–2    | Minas                 | 26–24 | 22–25 | 21–25 | 25-20 | 15-13 | 109–74 | 109–107   |
| 9 fev | 17:00 | Vôlei Ribeirão     | 3–2    | Caramuru Vôlei        | 21–25 | 25–23 | 16–25 | 25-22 | 15-10 | 102–73 | 102–105   |
| 9 fev | 18:00 | Vôlei Itapetininga | 3–1    | Maringá Vôlei         | 25–21 | 23–25 | 25–17 | 25-18 |       | 98–63  | 98–81     |
| 9 fev | 18:00 | SESI-SP            | 3–2    | Vôlei Renata          | 26–28 | 25–21 | 28–26 | 22-25 | 16-14 | 117–75 | 117–114   |
| 9 fev | 19:00 | Sada Cruzeiro      | 3–2    | Corinthians-Guarulhos | 25–17 | 25–18 | 17–25 | 23-25 | 15-9  | 105–60 | 105–94    |
| 9 fev | 19:00 | SESC-RJ            | 3–2    | São Judas Vôlei       | 25–20 | 13–25 | 25–27 | 25-20 | 15-9  | 103–72 | 103–101   |

#### 6ª Rodada
| Data   | Hora  |                       | Placar |                    | Set 1 | Set 2 | Set 3 | Set 4 | Set 5 | Total  | Relatório |
| ------ | ----- | --------------------- | ------ | ------------------ | ----- | ----- | ----- | ----- | ----- | ------ | --------- |
| 16 fev | 11:00 | São Judas Vôlei       | 0–3    | SESI-SP            | 20–25 | 20–25 | 19–25 |       |       | 59–75  | 59–75     |
| 16 fev | 18:00 | Corinthians-Guarulhos | 1–3    | Vôlei Ribeirão     | 25-19 | 18–25 | 20–25 | 22-25 |       | 85–50  | 85–94     |
| 16 fev | 18:30 | Taubaté               | 3–2    | Vôlei Itapetininga | 25–16 | 25–23 | 21–25 | 23-25 | 15-12 | 109–64 | 109–101   |
| 16 fev | 19:00 | Sada Cruzeiro         | 3–2    | Vôlei Renata       | 20–25 | 18–25 | 25–22 | 25-16 | 18-16 | 106–72 | 106–104   |
| 16 fev | 20:00 | Caramuru Vôlei        | 1–3    | Maringá Vôlei      | 21–25 | 25–15 | 17–25 | 23-25 |       | 86–65  | 86–90     |
| 17 fev | 11:00 | Minas                 | 3–1    | SESC-RJ            | 25–15 | 24–26 | 25–21 | 25-22 |       | 99–62  | 99–84     |

#### 7ª Rodada
| Data   | Hora  |                    | Placar |                       | Set 1 | Set 2 | Set 3 | Set 4 | Set 5 | Total  | Relatório |
| ------ | ----- | ------------------ | ------ | --------------------- | ----- | ----- | ----- | ----- | ----- | ------ | --------- |
| 20 fev | 19:00 | Maringá Vôlei      | 3–0    | Corinthians-Guarulhos | 25–22 | 25–23 | 25–19 |       |       | 75–64  | 75-64     |
| 20 fev | 20:00 | Vôlei Itapetininga | 2–3    | Caramuru Vôlei        | 25–15 | 23–25 | 25–20 | 18-25 | 11-15 | 102–60 | 102–100   |
| 20 fev | 20:00 | Vôlei Ribeirão     | 1–3    | Vôlei Renata          | 23–25 | 33–31 | 24–26 | 23-25 |       | 103–82 | 103–107   |
| 20 fev | 20:00 | Sada Cruzeiro      | 3–0    | São Judas Vôlei       | 25–17 | 25–20 | 25–18 |       |       | 75–55  | 75–55     |
| 20 fev | 20:00 | SESI-SP            | 3–0    | Minas                 | 25–17 | 26–24 | 25–22 |       |       | 76–63  | 76–63     |
| 20 fev | 18:00 | SESC-RJ            | 2–3    | Taubaté               | 25–22 | 23–25 | 25–21 | 30-32 | 12-15 | 115–68 | 115–115   |

#### 8ª Rodada
| Data   | Hora  |                       | Placar |                    | Set 1 | Set 2 | Set 3 | Set 4 | Set 5 | Total | Relatório |
| ------ | ----- | --------------------- | ------ | ------------------ | ----- | ----- | ----- | ----- | ----- | ----- | --------- |
| 23 fev | 11:00 | São Judas Vôlei       | 1–3    | Vôlei Ribeirão     | 26–24 | 23–25 | 21–25 | 16-25 |       | 86–74 | 86–99     |
| 23 fev | 18:00 | Vôlei Renata          | 3–0    | Maringá Vôlei      | 25–19 | 25–19 | 25–20 |       |       | 75–58 | 75–58     |
| 23 fev | 18:00 | Corinthians-Guarulhos | 3–1    | Caramuru Vôlei     | 25–21 | 26–24 | 18–25 | 25-23 |       | 94–70 | 94–93     |
| 23 fev | 18:30 | Taubaté               | 1–3    | SESI-SP            | 24–26 | 19–25 | 25–23 | 17-25 |       | 85–74 | 85–99     |
| 23 fev | 19:00 | SESC-RJ               | 1–3    | Vôlei Itapetininga | 25–23 | 25–27 | 19–25 | 20-25 |       | 89–75 | 89–100    |
| 23 fev | 19:00 | Sada Cruzeiro         | 3–1    | Minas              | 25–14 | 22–25 | 25-18 | 25-14 |       | 97–39 | 97–68     |

#### 9ª Rodada
| Data   | Hora  |                    | Placar |                       | Set 1 | Set 2 | Set 3 | Set 4 | Set 5 | Total  | Relatório |
| ------ | ----- | ------------------ | ------ | --------------------- | ----- | ----- | ----- | ----- | ----- | ------ | --------- |
| 28 fev | 19:00 | Maringá Vôlei      | 3–1    | São Judas Vôlei       | 25–22 | 25–23 | 22–25 | 25-21 |       | 97–70  | 97–91     |
| 28 fev | 20:00 | Vôlei Itapetininga | 3–1    | Corinthians-Guarulhos | 25–19 | 25–20 | 22–25 | 25-20 |       | 97–64  | 97–84     |
| 28 fev | 20:00 | Vôlei Ribeirão     | 0–3    | Minas                 | 25–27 | 22–25 | 24–26 |       |       | 71–78  | 71–78     |
| 28 fev | 20:00 | Sada Cruzeiro      | 3–1    | Taubaté               | 25–22 | 16–25 | 25–18 | 25-23 |       | 91–65  | 91–88     |
| 28 fev | 20:00 | SESI-SP            | 3–1    | SESC-RJ               | 21–25 | 25–21 | 25–21 | 25-23 |       | 96–67  | 96–90     |
| 28 fev | 20:30 | Caramuru Vôlei     | 3–2    | Vôlei Renata          | 21–25 | 21–25 | 25–20 | 27-25 | 15-12 | 109–70 | 109–107   |

#### 10ª Rodada
| Data  | Hora  |                 | Placar |                       | Set 1 | Set 2 | Set 3 | Set 4 | Set 5 | Total  | Relatório |
| ----- | ----- | --------------- | ------ | --------------------- | ----- | ----- | ----- | ----- | ----- | ------ | --------- |
| 9 mar | 11:00 | São Judas Vôlei | 2–3    | Caramuru Vôlei        | 25–20 | 21–25 | 15–25 | 25-23 | 14-16 | 100–70 | 100–109   |
| 9 mar | 16:00 | Minas           | 3–1    | Maringá Vôlei         | 26–24 | 23–25 | 25–17 | 26-24 |       | 100–66 | 100–90    |
| 9 mar | 18:00 | SESI-SP         | 3–0    | Vôlei Itapetininga    | 25–20 | 25–19 | 25–19 |       |       | 75–58  | 75–58     |
| 9 mar | 18:00 | Vôlei Renata    | 3–1    | Corinthians-Guarulhos | 23–25 | 25–20 | 25–17 | 28-26 |       | 101–62 | 101–88    |
| 9 mar | 18:30 | Taubaté         | 3–0    | Vôlei Ribeirão        | 25–17 | 25–19 | 25–19 |       |       | 75–55  | 75–55     |
| 9 mar | 19:00 | SESC-RJ         | 1–3    | Sada Cruzeiro         | 25–21 | 23–25 | 14–25 | 19-25 |       | 81–71  | 81–96     |

#### 11ª Rodada
| Data   | Hora  |                       | Placar |                 | Set 1 | Set 2 | Set 3 | Set 4 | Set 5 | Total | Relatório |
| ------ | ----- | --------------------- | ------ | --------------- | ----- | ----- | ----- | ----- | ----- | ----- | --------- |
| 16 mar | 19:30 | Vôlei Itapetininga    | 0–3    | Vôlei Renata    | 22–25 | 19–25 | 23–25 |       |       | 64–75 | 64–75     |
| 16 mar | 19:30 | Corinthians-Guarulhos | 3–0    | São Judas Vôlei | 25–19 | 25–17 | 25–23 |       |       | 75–59 | 75–59     |
| 16 mar | 19:30 | Caramuru Vôlei        | 1–3    | Minas           | 15–25 | 22–25 | 25–21 | 22-25 |       | 84–71 | 84–96     |
| 16 mar | 19:30 | Taubaté               | 3–0    | Maringá Vôlei   | 25–22 | 25–13 | 25–19 |       |       | 75–54 | 75–54     |
| 16 mar | 19:30 | Vôlei Ribeirão        | 1–3    | SESC-RJ         | 25–20 | 14–25 | 22–25 | 22-25 |       | 83–70 | 83–95     |
| 16 mar | 19:30 | Sada Cruzeiro         | 0–3    | SESI-SP         | 16–25 | 28–30 | 21–25 |       |       | 65–80 | 65–80     |

## Playoffs
|  | Quartas-de-final         | Quartas-de-final         | Quartas-de-final         | Quartas-de-final         | Quartas-de-final         |   |    | Semifinais              | Semifinais              | Semifinais              | Semifinais              | Semifinais              | Semifinais              | Semifinais              |  |  | Final                            | Final                            | Final                            | Final                            | Final                            | Final                            | Final                            |
|  | 22 a 29 de março de 2019 | 22 a 29 de março de 2019 | 22 a 29 de março de 2019 | 22 a 29 de março de 2019 | 22 a 29 de março de 2019 |   |    | 6 a 13 de abril de 2019 | 6 a 13 de abril de 2019 | 6 a 13 de abril de 2019 | 6 a 13 de abril de 2019 | 6 a 13 de abril de 2019 | 6 a 13 de abril de 2019 | 6 a 13 de abril de 2019 |  |  | 23 de abril a 12 de maio de 2019 | 23 de abril a 12 de maio de 2019 | 23 de abril a 12 de maio de 2019 | 23 de abril a 12 de maio de 2019 | 23 de abril a 12 de maio de 2019 | 23 de abril a 12 de maio de 2019 | 23 de abril a 12 de maio de 2019 |
|  |                          |                          |                          |                          |                          |   |    |                         |                         |                         |                         |                         |                         |                         |  |  |                                  |                                  |                                  |                                  |                                  |                                  |                                  |
|  | 1°                       | SESI-SP                  | 3                        | 3                        | -                        |   |    |                         |                         |                         |                         |                         |                         |                         |  |  |                                  |                                  |                                  |                                  |                                  |                                  |                                  |
|  | 8°                       | Vôlei Itapetininga       | 0                        | 1                        | -                        |   |    |                         |                         |                         |                         |                         |                         |                         |  |  |                                  |                                  |                                  |                                  |                                  |                                  |                                  |
|  | 8°                       | Vôlei Itapetininga       | 0                        | 1                        | -                        |   | 1° | SESI-SP                 | 3                       | 3                       | 3                       | -                       | -                       |                         |  |  |                                  |                                  |                                  |                                  |                                  |                                  |                                  |
|  |                          |                          |                          |                          |                          |   | 1° | SESI-SP                 | 3                       | 3                       | 3                       | -                       | -                       |                         |  |  |                                  |                                  |                                  |                                  |                                  |                                  |                                  |
|  |                          | 4°                       | SESC-RJ                  | 0                        | 2                        | 0 | -  | -                       |                         |                         |                         |                         |                         |                         |  |  |                                  |                                  |                                  |                                  |                                  |                                  |                                  |
|  | 4°                       | 4°                       | SESC-RJ                  | 0                        | 2                        | 0 | -  | -                       | SESC-RJ                 | 3                       | 3                       | -                       |                         |                         |  |  |                                  |                                  |                                  |                                  |                                  |                                  |                                  |
|  | 4°                       |                          |                          |                          |                          |   |    |                         | SESC-RJ                 | 3                       | 3                       | -                       |                         |                         |  |  |                                  |                                  |                                  |                                  |                                  |                                  |                                  |
|  | 5°                       | Minas                    | 1                        | 0                        | -                        |   |    |                         |                         |                         |                         |                         |                         |                         |  |  |                                  |                                  |                                  |                                  |                                  |                                  |                                  |
|  |                          |                          |                          |                          |                          |   |    |                         |                         |                         |                         |                         |                         |                         |  |  | 1°                               | SESI-SP                          | 3                                | 0                                | 2                                | 3                                | 1                                |
|  |                          |                          | 3°                       | Taubaté                  | 0                        | 3 | 3  | 1                       | 3                       |                         |                         |                         |                         |                         |  |  |                                  |                                  |                                  |                                  |                                  |                                  |                                  |
|  | 2°                       | Sada Cruzeiro            | 3                        | 3                        | -                        |   |    |                         |                         |                         |                         |                         |                         |                         |  |  |                                  |                                  |                                  |                                  |                                  |                                  |                                  |
|  | 7°                       | Maringá Vôlei            | 2                        | 0                        | -                        |   |    |                         |                         |                         |                         |                         |                         |                         |  |  |                                  |                                  |                                  |                                  |                                  |                                  |                                  |
|  | 7°                       | Maringá Vôlei            | 2                        | 0                        | -                        |   | 2° | Sada Cruzeiro           | 1                       | 2                       | 2                       | -                       | -                       |                         |  |  |                                  |                                  |                                  |                                  |                                  |                                  |                                  |
|  |                          |                          |                          |                          |                          |   | 2° | Sada Cruzeiro           | 1                       | 2                       | 2                       | -                       | -                       |                         |  |  |                                  |                                  |                                  |                                  |                                  |                                  |                                  |
|  |                          | 3°                       | Taubaté                  | 3                        | 3                        | 3 | -  | -                       |                         |                         |                         |                         |                         |                         |  |  |                                  |                                  |                                  |                                  |                                  |                                  |                                  |
|  | 3°                       | 3°                       | Taubaté                  | 3                        | 3                        | 3 | -  | -                       | Taubaté                 | 3                       | 1                       | 3                       |                         |                         |  |  |                                  |                                  |                                  |                                  |                                  |                                  |                                  |
|  | 3°                       |                          |                          |                          |                          |   |    |                         | Taubaté                 | 3                       | 1                       | 3                       |                         |                         |  |  |                                  |                                  |                                  |                                  |                                  |                                  |                                  |
|  | 6°                       | Vôlei Renata             | 2                        | 3                        | 1                        |   |    |                         |                         |                         |                         |                         |                         |                         |  |  |                                  |                                  |                                  |                                  |                                  |                                  |                                  |

## Classificação final
| Posição           | Equipe                | Classificação/rebaixamento                                      |
| ----------------- | --------------------- | --------------------------------------------------------------- |
| Medalha de ouro   | Taubaté               | Sul-Americano de Clubes de 2020 · Superliga 2019/2020 - Série A |
| Medalha de prata  | SESI-SP               | Superliga 2019/2020 - Série A                                   |
| Medalha de bronze | Sada Cruzeiro         | Superliga 2019/2020 - Série A                                   |
| 4                 | SESC-RJ               | Superliga 2019/2020 - Série A                                   |
| 5                 | Minas                 | Superliga 2019/2020 - Série A                                   |
| 6                 | Vôlei Renata          | Superliga 2019/2020 - Série A                                   |
| 7                 | Maringá Vôlei         | Superliga 2019/2020 - Série A                                   |
| 8                 | Vôlei Itapetininga    | Superliga 2019/2020 - Série A                                   |
| 9                 | Corinthians-Guarulhos | Superliga 2019/2020 - Série A                                   |
| 10                | Vôlei Ribeirão        | Superliga 2019/2020 - Série A                                   |
| 11                | Caramuru Vôlei        | Série B 2020                                                    |
| 12                | São Judas Vôlei       | Série B 2020                                                    |

## Premiações
| Superliga 2018/2019         |
| São Paulo                   |
| --------------------------- |
| Taubaté Campeão (1º título) |

### Individuais
Os atletas que se destacaram individualmente foram:
| MVP                             | Ricardo Lucarelli      | Taubaté                          |
| Melhor Oposto                   | Alan Ferreira de Souza | SESI-SP                          |
| 1° Melhor Ponteiro              | Ricardo Lucarelli      | Taubaté                          |
| 2° Melhor Ponteiro              | Lucas Lóh              | SESI-SP                          |
| 1° Melhor Central               | Lucas Saatkamp         | Taubaté                          |
| 2° Melhor Central               | Éder Carbonera         | SESI-SP                          |
| Melhor Levantador               | William Arjona         | SESI-SP                          |
| Melhor Líbero                   | Thales Hoss            | Taubaté                          |
| Craque da Galera                | Raphael Vieira         | Taubaté                          |
| Melhor Técnico                  | Roberley Luiz Leonaldo | SESI-SP                          |
| MVP da Final (Troféu VivaVôlei) | Leandro Vissotto       | Taubaté                          |
| Melhor Árbitro                  | Paulo Ricardo Turci    | Federação Paranaense de Voleibol |